# أرفيد كارلسون
أرفيد كارلسون (بالسويدية Arvid Carlsson) (ولد في 25 يناير 1923) هو عالم سويدي حصل على جائزة نوبل في الطب سنة 2000 بالاشتراك مع الأمريكيين إريك كاندل وبول غرينغارد وذلك عن أبحاثه حول الدوبامين ودوره كناقل عصبي في مرضى الشلل الرعاش.

## مولده ودراسته الأولى
ولد كارلسون في أوبسالا بالسويد، وكان والده غوتفريد كارلسون مؤرخاً وأستاذاً بجامعة لوند السويدية، وهي نفس الجامعة التي بدأ فيها أرفيد كارلسون دراسته الطبية سنة 1941. وفي سنة 1944 كان كارلسون أحد المكلفين بفحص سجناء معسكرات الاعتقال النازية الذين تمكن الكونت فولك برنادوت من إحضارهم إلى السويد. ورغم أن السويد كانت على الحياد أثناء الحرب العالمية الثانية إلا أن دراسة كارلسون توقفت لعدة سنوات بسبب التحاقه بالقوات المسلحة السويدية. وفي سنة 1951 حصل كارلسون على شهادته الطبية والتحق بهيئة التدريس في جامعة لوند. وفي سنة 1959 أصبح أستاذاً بجامعة غوتنبرغ.

## أبحاثه واكتشافاته العلمية
في سنة 1957 اكتشف كارلسون أن الدوبامين هو ناقل عصبي مستقل وليس مجرد مكون أولي للنورإبينفرين (وهو ناقل عصبي أيضاً) كما كان يُعتقَد في السابق.
وأثناء عمله في معامل شركة أسترا السويدية للأدوية استطاع كارلسون ـ مع فريق بحثي ـ استخلاص الزيميلدين (بالإنجليزية: zimelidine)، وهو أول مضاد انتقائي لإعادة امتصاص السيروتونين ينتج تجارياً.
وقد طور كارلسون طريقة لقياس نسبة الدوبامين في أنسجة المخ، واكتشف أن الدوبامين يتركز بشكل كبير وملحوظ في العقد القاعدية (بالإنجليزية: basal ganglia)، وهي إحدى مناطق المخ المسئولة عن الحركة. ثم اكتشف أن استعمال عقار الريزيربين (بالإنجليزية: reserpine) في حيوانات التجارب يؤدي إلى انخفاض منسوب الدوبامين وفقدان التحكم في الحركة، وهو تأثير يشابه أعراض الشلل الرعاش (داء باركنسون). ويؤدي إعطاء هذه الحيوانات عقار ليفودوبا (بالإنجليزية: L-Dopa) ـ وهو المادة الأولية التي يتكون منها الدوبامين ـ إلى زوال هذه الأعراض. وقد أدت نتائج هذه الأبحاث إلى الاتجاه لاستخدام عقار ليفودوبا في مرضى الشلل الرعاش فوجد أنه يحسن الحالة في المراحل الأولى من المرض، وما زال عقار ليفودوبا هو أساس معظم العقاقير المستخدمة حالياً في علاج الشلل الرعاش.

## روابط خارجية
- أرفيد كارلسون على موقع الموسوعة البريطانية (الإنجليزية)
- أرفيد كارلسون على موقع مونزينجر (الألمانية)
- أرفيد كارلسون على موقع إن إن دي بي (الإنجليزية)